# کوتور

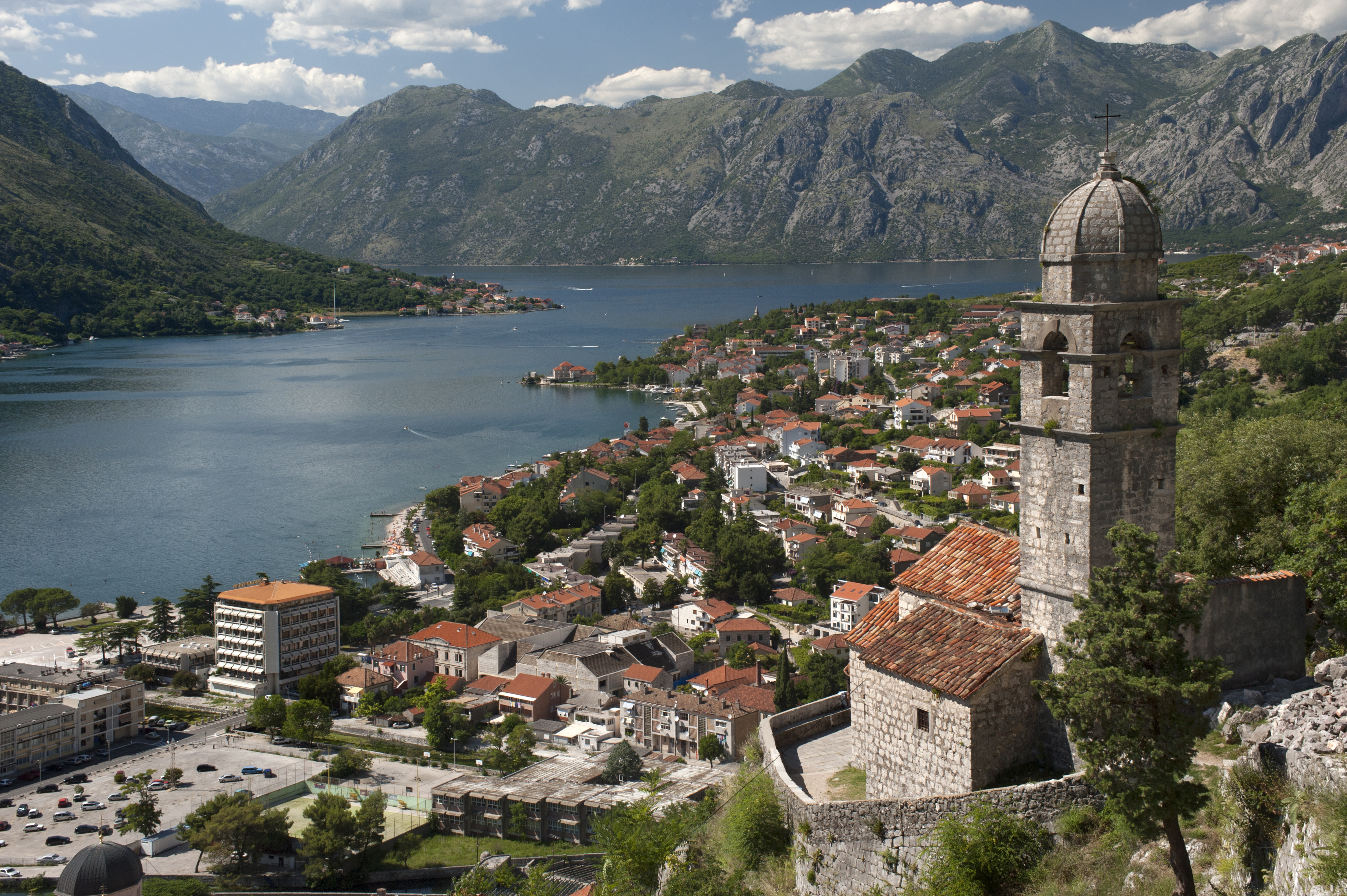

شهر کوتور (به روسی: Котор) در کشور مونته‌نگرو واقع شده‌است. جمعیت این شهر ۵٬۳۴۱ نفر است. در تاریخ ۱۶۸پ. م. به عنوان شهر شناخته شد.
بندر قدیمی کوتور در ساحل مدیترانه در بخشی دورافتاده از خلیج کوتور واقع شده‌است. جمعیت این شهر به ۱۳ هزار و ۵۱۰ نفر رسیده‌است. این بندر مرکز شهرستان کوتور به‌شمار می‌آید.
کوتور با استحکاماتی محاصره شده که در دوره ونیزی ساخته شده‌است. خلیج کوتور یکی از پردندانه‌ترین مناطق نوار ساحلی آدریاتیک است و شکل خلیج و بندر کوتور باعث شده تا برخی به آن جنوبی‌ترین آبدره اروپا لقب دهند.
از اوایل دهه ۲۰۰۰ کوتور شاهد افزایش بازدید گردشگران بوده‌است. بسیاری از آنها با کشتی‌های گردشی به این محل می‌آیند.